# Uddo Sandelin
Uddo Vilhelm Sigvard Sandelin, född 7 december 1911 i Luleå, död 2 april 1999 i Falu Kristine församling, var en svensk psykiater.
Sandelin blev medicine kandidat 1938, medicine licentiat vid Uppsala universitet 1951, var förste underläkare vid Karlshamns lasarett 1954–1955, blev läkare vid Sundby sjukhus i Strängnäs 1957, var förste läkare där 1961–1964, överläkare vid Karsuddens sjukhus i Katrineholm 1965–1966, vid Gullberna sjukhus i Karlskrona 1967–1976 samt styresman där. 